# وقر (یمن)
 وقر  به عربی ( الوَقر  ) نام روستایی است در ناحیهٔ (شداء) قضاء رازح، از توابع استان عَمران 
در کشور یمن در شبه جزیره عربستان است. 

## جمعیت
جمعیت آن (۶۹ ) نفر (۹ خانوار) می‌باشد.